# Gåsinge kyrka
Gåsinge kyrka är en kyrkobyggnad i Gåsinge socken i Strängnäs stift. Den är församlingskyrka i Daga församling.

## Kyrkobyggnaden
Nedre hälften av det nuvarande kyrkorummet inklusive det kraftiga tornet härstammar från 1200-talet, då en romansk kyrka med ett ovanligt stort kor brukades. Ingången var då på sydväggen. Långhusets och korets tegelvalv ramlade troligen ihop på 1400-talet, eftersom kyrkan hade eldhärjats någon gång under sena medeltiden.
Åren 1779–1782 revs det långa koret, sakristian och vapenhuset och långhuset kunde förlängas till mer än sin dubbla längd. Den nuvarande sakristian byggdes i norr och ingångar togs upp i väst och på sydväggen vid koret. Även tornet fick sin lanterninprydda huv och kyrkan stod klar som den ser ut idag.

## Inventarier
Kyrkans medeltida träskulpturer är av hög kvalitet, en S:t Olofsbild från 1200-talet och Johannes döparen från 1400-talets slut. Den triumferande Kristus från cirka 1200 uppsatt på ett nytillverkat kors ger lyster åt sydväggen, liksom ett senmedeltida processionskors pryder den norra väggen. Likaså från c:a 1200 härstammar korets dopfunt i sandsten och över den hänger Mariaskåpet från cirka 1500 med guldkrönt madonna och barn.

## Orgel
- 1850 bygger Johan Lund, Stockholm en orgel med 10 stämmor.
- Den nuvarande orgeln byggd 1938 av E. A. Setterquist & Son Eftr., Örebro med 13 stämmor, 2 manualer och pedal. Orgeln är pneumatisk. Fasaden är från 1850 års orgel och 8 stämmor har bevarats.

| Manual I      | Manual II    | Pedal       | Koppel    |
| Principal 8´  | Rörflöjt 8´  | Subbas 16´  | I/P       |
| Gedackt 8´    | Fugara 8´    | Octavbas 8´ | II/P      |
| Oktava 4´     | Flöjt 4´     |             | II/I      |
| Kvinta 2 2/3´ | Nachthorn 2' |             | I 4'/I    |
| Oktava 2'     |              |             | II 16'/I  |
| Ters 1 3/5'   |              |             | II 16'/II |